# 新羅古記
『新羅古記』（しらぎこき）は、中国唐代の顧愔によって書かれた史書。顧愔が代宗の大暦3年、新羅の第36代王恵恭王の4年に唐朝の弔冊使帰崇敬の従事官として新羅に赴いた時の見聞録である。
現在では逸文となっており、『大中遺事』や『三国史記』に『新羅古記』の一節が引用される形で残っているのみである。

## 概要

### 撰者に関する考察
唐朝の令狐澄が撰した『大中遺事』に『新羅古記』が引用されているが、『三国史記』新羅本紀真興王三七年条に「唐令狐澄新羅古記曰」とあり、また『三国史記』真徳王八年条にも「唐令狐澄新羅記曰」とあり、『三国史記』景徳王一四年条の「望徳寺塔動」註にも「唐令狐澄新羅国記曰」とあるが、『新羅古記』の撰者を令狐澄としたのは金富軾の誤りであり、『新唐書』巻五八藝文志に掲載されている令狐澄の著作に「令狐澄貞陵遺事二巻綯子也、乾符中書舎人」とあり、唐朝の宣宗一代の年号は大中であり、貞陵は宣宗の名前であることから『大中遺事』は『貞陵遺事』の別名であることが分かり、今に伝わる『大中遺事』が不文巻なのは、本来二巻であったもを抄録したからであり、『三国史記』所引の『新羅古記』三条の中で、望徳寺の塔に関する一条が『大中遺事』にみえないことから金富軾が利用したのは早くから朝鮮に伝わっていた二巻本の『大中遺事』(貞陵遺事)であり、金富軾はその『大中遺事』の撰者の令狐澄の名前を誤って『新羅古記』に冠した。

### 内容に関する考察
石井正敏は、一然が『三国遺事』で『新羅古記』を引用して渤海建国者の大祚栄は「高麗舊將（高句麗の旧将）」だったと述べていることに関連して、「『新羅古記』は現在佚書となっており、その成立をはじめ、史料的性格も不明である。したがって、本文に『高麗ノ旧将』とあるのは、例えば『旧唐書』に、『祚栄驍勇ニシテ善ク兵ヲ用』いたと伝えられていることなどに基づく表現かとも憶測される。その場合、当然本書の成立は高麗朝に入ってからのこととなり、ここに新羅時代の記録とみなすことは不適当であろう」と述べている。